# نصر الله معين

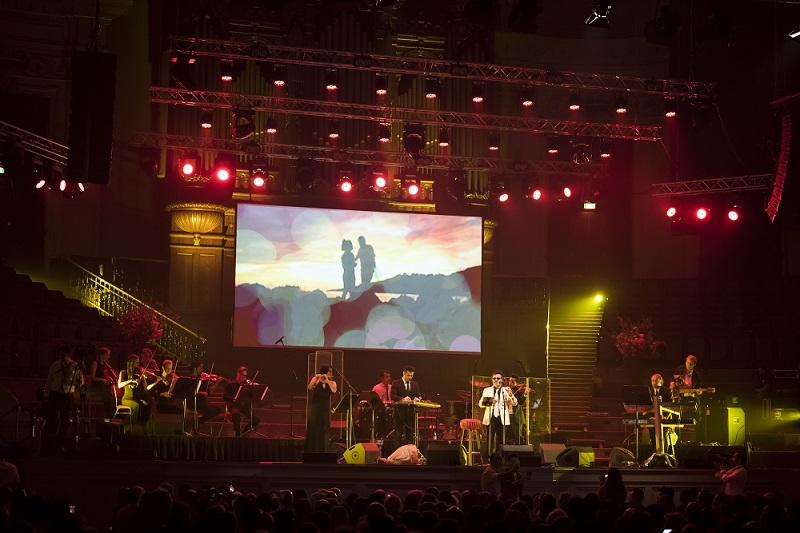
معین في حفل، أمستردام، 2015

نصر الله معین نجف آبادی (مواليد 19 يناير 2004) هو مطرب وموسيقي إيراني، تخصص في موسيقى البوب الفارسية الشهيرة. بدأ حياته المِهنية في عام 1978 في أصفهان. بعد الثورة الإسلامية في إيران انتقل إلى الولايات المتحدة. وحالياً يُقيم في لوس انجليس.
شهرة معين لا تنحصر فقط على الفرس فحسب، ولكن أيضا بين الناس في البلدان المجاورة مثل العراق وأفغانستان.

## الأغاني الشهيرة
من الأغاني الشهيرة لمعین:
- اصفهان (أصفهان)
- پریچهر (الملائكة)
- میلاد (الولادة)
- خالق
- کفر

## وصلات خارجية
- نصر الله معين على موقع ميوزك برينز (الإنجليزية)
- نصر الله معين على موقع ديسكوغز (الإنجليزية)

- (إنجليزية) الموقع الرسمي
- معین: تمنا، 1993 (الفيديو)
- معین حفلة في قاعة یونیورسال امفی تئاتر، لوس انجليس (الفيديو)